# Pinnaspis alatae
Pinnaspis alatae är en insektsart som först beskrevs av Rutherford 1914.  Pinnaspis alatae ingår i släktet Pinnaspis och familjen pansarsköldlöss.
Artens utbredningsområde är Sri Lanka. Inga underarter finns listade i Catalogue of Life.